# Gentiana brentae
Gentiana brentae är en gentianaväxtart som beskrevs av Prosser och Bertolli. Gentiana brentae ingår i släktet gentianor, och familjen gentianaväxter. Inga underarter finns listade i Catalogue of Life.